# طارق العجمي
طارق العجمي (22 فبراير 1995) هو لاعب كرة قدم مصري من مواليد السعودية، يجيد اللعب في مركز الوسط.
لعب سابقاً لأندية أسوان و المصري و النجوم و نادي الأخدود السعودي و نادي أحد ونادي الفيحاء ونادي الكوكب.